# Ménessaire
Ménessaire település Franciaországban, Côte-d’Or megyében. Lakosainak száma 79 fő (2022. január 1.). Ménessaire Moux-en-Morvan, Chissey-en-Morvan, Cussy-en-Morvan és Gien-sur-Cure községekkel határos.

## Népesség
A település népességének változása:
| Lakosok száma | 131  | 119  | 96   | 72   | 79   | 82   | 86   | 86   | 86   | 79   |
|               | 1968 | 1982 | 1990 | 2006 | 2013 | 2015 | 2017 | 2019 | 2020 | 2022 |